# Peter Vanderkaay
Peter Vanderkaay (12 de febrero de 1984) es un nadador estadounidense del estilo libre. Vanderkaay y su compañero de equipo Michael Phelps, Ryan Lochte y Klete Keller ganaron la medalla de oro en los 4 x 200 metros estilo libre en los Juegos Olímpicos de Atenas 2004 e impusieron un récord en esa misma categoría en el Campeonato Mundial de Natación de 2007 en Melbourne.  Vanderkaay calificó en para los Juegos Olímpicos de 2004 y 2008 ganando una medalla de oro en los 4X200 metros estilo libre. Participó en los Juegos Olímpicos de Londres 2012 donde consiguió una medalla de bronce en la prueba de 400 metros libre.

## Biografía
Vanderkaay es originalmente de Rochester Hills, Míchigan y se graduó de la Preparatoria Rochester Adams. Vanderkaay tiene tres hermanos, en la cual todos son nadadores. Su hermano mayor Christian Vanderkaay nadó para la Universidad de Míchigan, y calificó para las pruebas olímpicas de 2008 en los 100 metros de espalda. Su hermano menor Alex Vanderkaay también calificó para las pruebas olímpicas de 2008 en los 400 metros individuales de relevo y 200 metros mariposa. Su tercer y hermano menor Dane Vanderkaay, también calificó para las pruebas olímpicas de 2008 en los 400 metros estilo libre. En ese mismo año consiguió su primer éxito individual al vencer a Michael Phelps en los campeonatos nacionales de Estados Unidos en los 400 metros estilo libre. En los Juegos Olímpicos de Pekín 2008 consiguió su primera medalla olímpica en categoría individual al lograr el bronce en la prueba de 200 metros libres, además de esta Vanderkaay consiguió también el oro en el 4 x 200 metros libres, en esta prueba se bajó por primera vez de los 7 minutos en un 4 x 200 libes. En 2012 se quedó fuera del equipo estadounidense para la prueba del 4 x 200 libres para los Juegos Olímpicos de Londres 2012, pero individualmente consiguió la medalla de bronce en la prueba de los 400 metros libres.

## Carrera
En los Juegos Olímpicos de Atenas 2004 Vanderkaay participó en el 4 x 200 metros estilo libre junto con Michael Phelps, Ryan Lochte y Klete Keller ganando la medalla de Oro al imponerse a la selección australiana.
Un año más tarde acudió con el mismo equipo al Campeonato Mundial de Natación de 2005 en Montreal, allí también consiguieron el primer puesto además del récord de los Estados Unidos en dicha prueba.
En los Mundiales de 2007 en Melbourne, en la misma prueba del 4 x 200 libres consiguieron un nuevo oro acompañado del récord del mundo en la prueba con un tiempo de 7.03.24

## Palmarés olímpico
| Juegos Olímpicos | Juegos Olímpicos | Juegos Olímpicos  | Juegos Olímpicos |
| Año              | Lugar            | Medalla           | Prueba           |
| ---------------- | ---------------- | ----------------- | ---------------- |
| 2012             | Londres ()       | Medalla de bronce | 400 m libre      |
| 2008             | Pekín (China)    | Medalla de bronce | 200 m libre      |
| 2008             | Pekín (China)    | Medalla de oro    | 4x200 m libre    |
| 2004             | Atenas (Grecia)  | Medalla de oro    | 4x200 m libre    |